# Nordenham

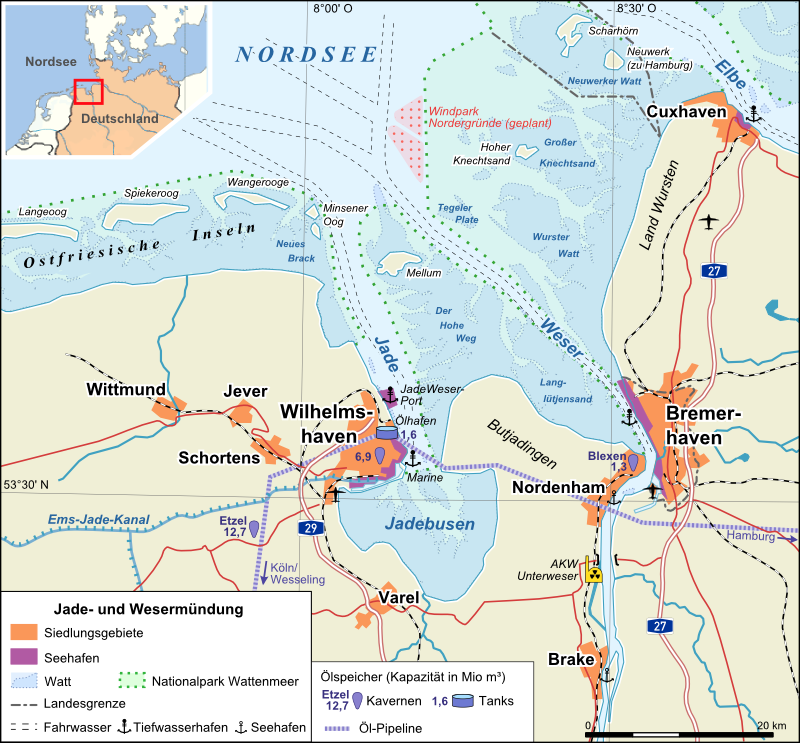
Nordenham ligger vid floden Wesers mynning i Nordsjön

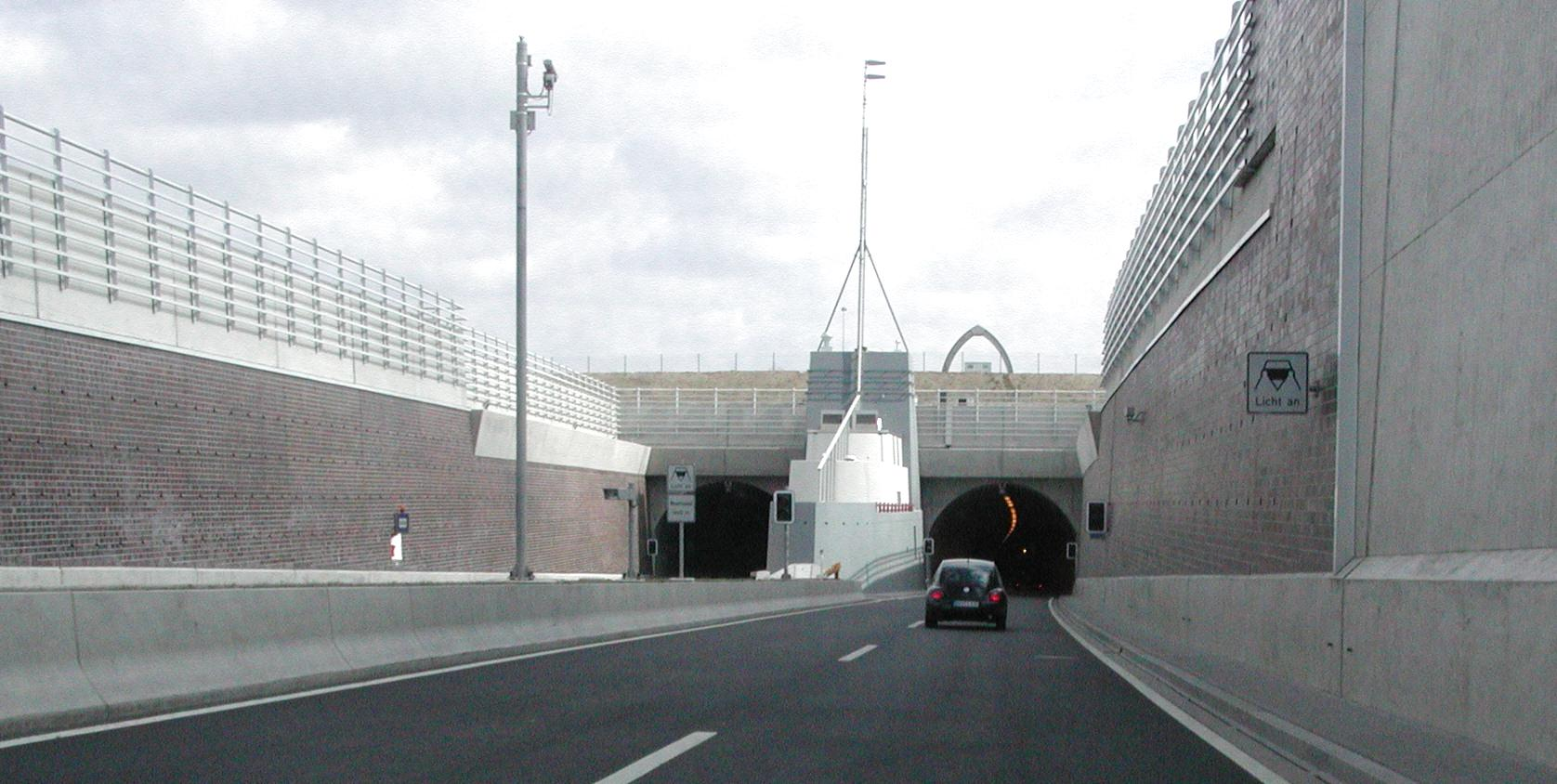
Wesertunneln

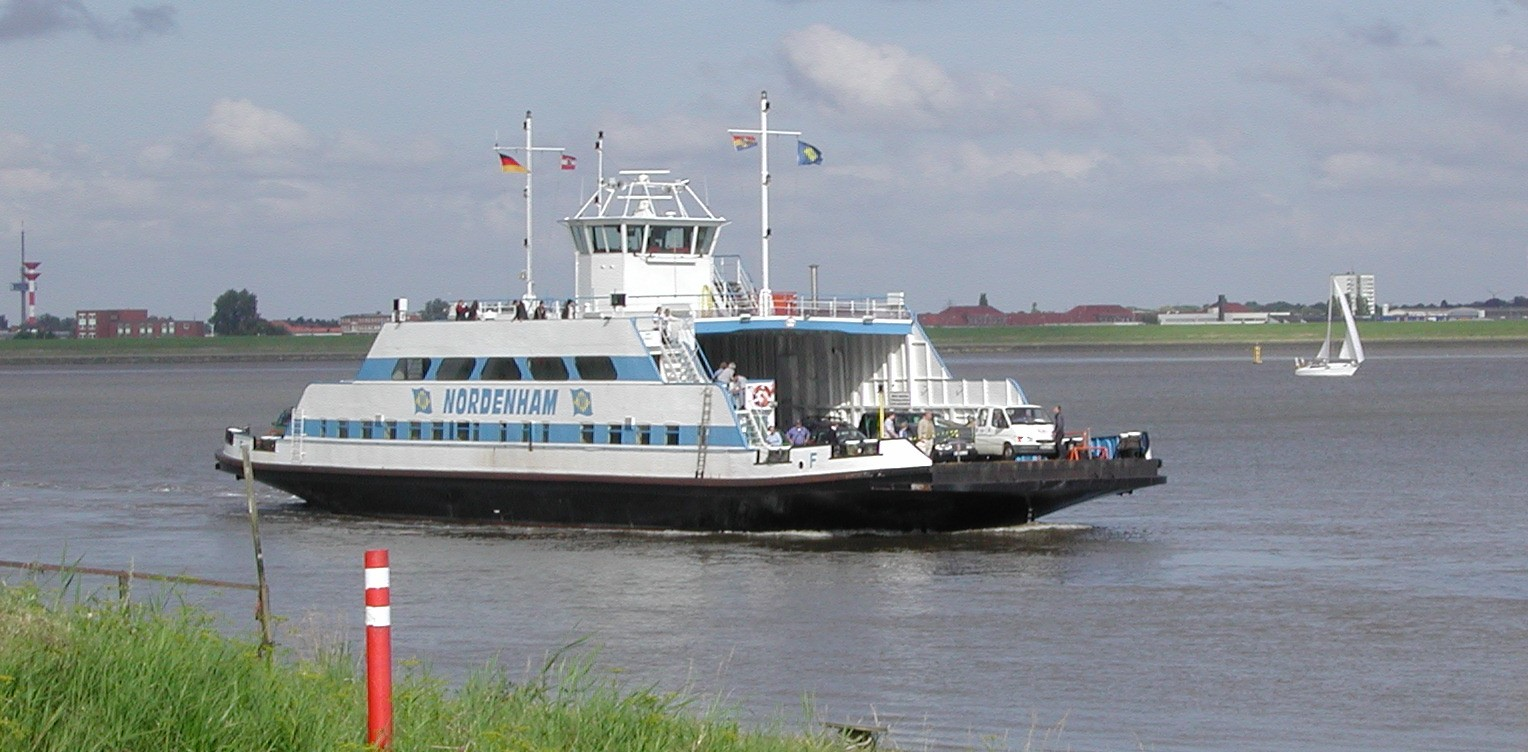
Färja mellan Nordenham-Blexen och Bremerhaven

Nordenham är en stad i det nordvästtyska distriktet Wesermarsch i delstaten Niedersachsen. Staden ligger på halvön Butjadingen inom det historiska landskapet Oldenburger Land och har cirka 26 000 invånare. Nordenham är därmed största stad inom Landkreis Wesermarsch.

## Geografi
Nordenham ligger på floden Wesers västra strand mittemot Bremerhaven nära Nordsjön, norr om städerna Bremen och Oldenburg. Stadens omgivningar präglas av låglänt marskland och runt staden finns vallar som skyddar mot stormfloder.

## Historia
En av Nordenhams äldsta delar är Blexen som omnämns första gången år 789. År 1404 byggdes en försvarsanläggning, Vredeborch (Friedeburg). Vid denna tid var norra delen av Wesermarsch en ö som skildes från fastlandet av Heete. Runt år 1450 blev hela området torrlagt genom byggandet av vallar. I början av 1500-talet erövrades hela halvön Butjadingen av hertigdömet Oldenburg.
År 1808 ockuperades Butjadingen och övriga Oldenburger Land av franska trupper och kungariket Holland. I november år 1813 blev området åter oldenburgskt. År 1908 fick Nordenham begränsade stadsrättigheter och sedan 1955 är Nordenham en självständig stad.

## Näringsliv
I Nordenham finns ett flertal industrier och hamnar. Även turismen spelar en viktig roll för stadens näringsliv.
Från Nordenham går en färjelinje över Weser till Bremerhaven.